# Bucolion fils de Laomédon
Pour les articles homonymes, voir Bucolion.
Dans la mythologie grecque, Bucolion (en grec ancien Βουκολίων) est le fils ainé du roi de Troie Laomédon et de la nymphe Calybé. Enfanté en secret, illégitime sans doute à la lignée royale, il ne peut donc régner sur la ville de Troie. Pendant qu'il faisait paître ses troupeaux, il s'unit à la naïade Abarbarée qui lui donne deux fils, les jumeaux Aisépos et Pédasos, qui sont tués lors de la guerre de Troie par Euryale d'Argos, et Euphorbos, tué par Ménélas.